# Cempakamekar
Cempakamekar is een bestuurslaag in het regentschap Bandung Barat van de provincie West-Java, Indonesië. Cempakamekar telt 11.559 inwoners (volkstelling 2010).